# Danthonia decumbens

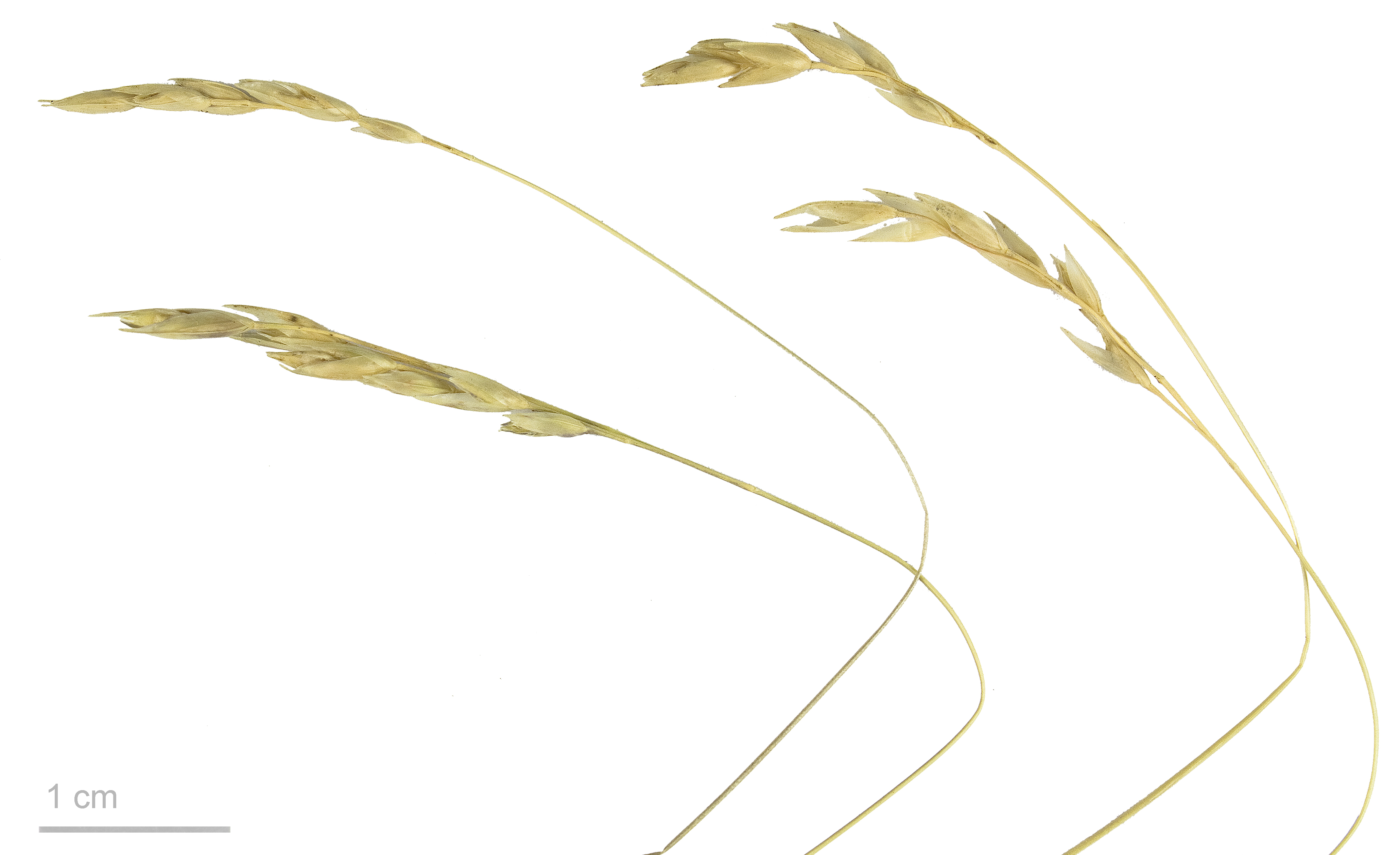
Danthonia decumbens

Danthonia decumbens es una especie de planta herbácea perteneciente a la familia de las poáceas. Es originaria de Europa.

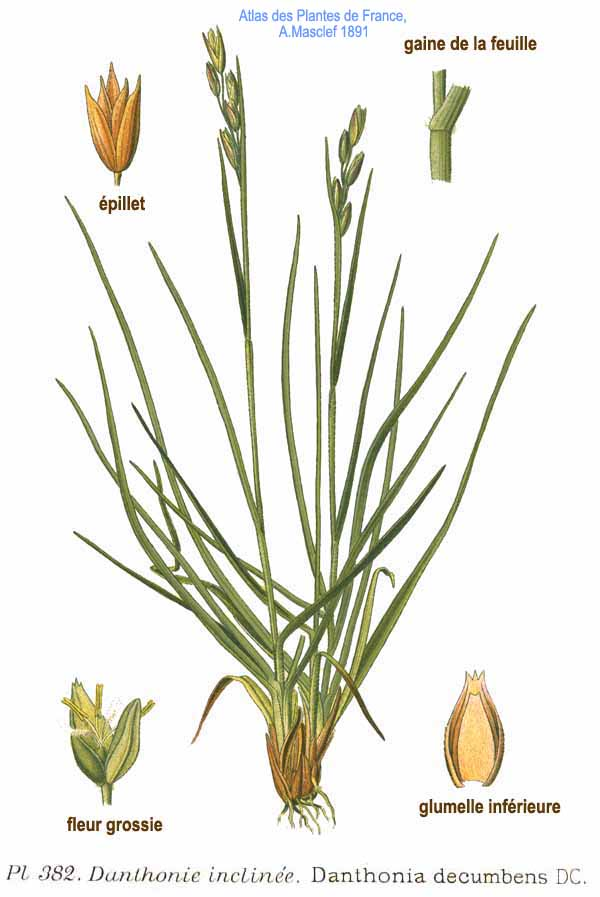
Ilustración

## Descripción
Tiene tallos de hasta 70 cm de altura, glabros o con nudos superiores pelosos. Hojas más abundantes en la base, con limbo de hasta 23 cm, estriado, glabro o laxamente viloso, al menos en la mitad inferior, con margen escábrido. Panícula de 2-9 cm. Pedúnculos escábridos con aguijones antrorsos. Espiguillas de 6-13 mm, ovoideas. Glumas de 6-13 mm, tan largas o más largas que las flores, ovadas, verdosas, más o menos teñidas de violeta al menos en el margen. Lema de 4-7 mm, oblongo-elíptica u ovoidea, con margen viloso. Pálea de 4-6 mm, más corta que la lema, oblongo-elíptica. bidentada o emarginada, con margen ciliado. Cariopsis de 2-2,8 mm, ovoidea o elipsoidea, glabra. Tiene un número de cromosomas de 2n = 24, 36, 124. Florece de marzo a julio.

## Distribución y hábitat
Se encuentra en suelos encharcados o semiencharcados o en general, en lugares muy húmedos próximos a corrientes de agua. Frecuente. La mayor parte de Europa, Norte de África, Suroeste de Asia y Región mediterránea (Azores, Madeira). Introducida en otras partes del Globo.

## Taxonomía
Danthonia decumbens fue descrita por (L.) DC. y publicado en Flore Française. Troisième Édition 3: 33. 1805.
Etimología
Danthonia: nombre genérico otorgado en honor de Etienne Danthoine, un botánico francés.
decumbens: epíteto latino que significa "acostada".
Sinonimia
- Avena spicata All. ex Kunth
- Brachatera decumbens (L.) Desv.
- Bromus decumbens Koeler
- Danthonia decipiens (O.Schwarz & Bassler) Á.Löve & D.Löve
- Festuca decumbens L.
- Melica decumbens (L.) Weber
- Melica rigida Wibel
- Poa decumbens (L.) Scop.
- Sieglingia decumbens (L.) Bernh.
- Triodia decumbens (L.) P.Beauv.
- Triodia decumbens var. breviglumis (Hack.) Rouy
- Triodia decumbens var. longiglumis (Hack.) Rouy
- Triodia glaberrima Post[3]

## Nombre común
- Castellano: triguillo del agua.[4]